# The Jack of Hearts
The Jack of Hearts was een Nederlandse rockgroep uit Amsterdam die in 1987 werd opgericht door drummer Kors Eijkelboom, bassist Roland Luttik, toetsenist Rob van Zandvoort en zanger/gitarist Fred Kienhuis.

## Contract en optredens
De band bracht diverse albums en singles uit, tekende een contract bij platenmaatschappij Munich Records en speelde op diverse grote festivals waaronder Noorderslag. Uiteindelijk wist de band niet echt door te breken en werd in 1997 opgeheven.
Op 24 maart 2018 geeft de band een eenmalig reünieconcert in het Zonnehuis in Amsterdam.

## Discografie
Tussen 1989 en 1995 kwamen de volgende albums en een single uit:
- Get A life, (CD) augustus 1995
- Delilah (CD) juli 1993
- I still love you (single) juli 1993
- Favourite Pet (CD) juli 1992
- Blue (CD) juli 1990
- The jack of hearts (CD en LP) juli 1989